# 明日を夢見て (曲)
「明日を夢見て」（あしたをゆめみて）は、ZARDの35作目のシングル。

## 背景
表題曲は、読売テレビ・日本テレビ系アニメ『名探偵コナン』のエンディングテーマに使用され、1998年の「運命のルーレット廻して」「少女の頃に戻ったみたいに」以来、約5年ぶりとなる人気アニメ『名探偵コナン』のタイアップとなった。

## ミュージック・ビデオ
ミュージック・ビデオは、坂井泉水の歌唱シーン、リビングでピアノを演奏するシーンなどで構成されている。

## 制作、音楽性
- 「明日を夢見て」「探しに行こうよ」の2曲とも、「生きていてこそ」という共通のテーマがあって制作された。

### 明日を夢見て
「明日を夢見て」というタイトルは、前作「さわやかな君の気持ち」のリリース時にはすでに考えついていたという。
TV on-air ver.は徳永暁人が編曲した、ミディアムテンポのアレンジだったが、坂井の「もう少しゆったり歌いたい」という希望から再度、小林哲に一からアレンジを発注した。そのTV on-air ver.は当初は「もっと近くで君の横顔見ていたい」のカップリングに収録されると告知されていたが、直前で収録が見合わせられた。結局は2012年の『ZARD Album Collection 〜20TH ANNIVERSARY〜』に収録されることになった。
コーラス参加は大野愛果、安達昇、福田和希。
アルバム『止まっていた時計が今動き出した』には、バックの音を強調した別バージョンが収録されている。また、名探偵コナンの主題歌集『THE BEST OF DETECTIVE CONAN 2 〜名探偵コナン テーマ曲集2〜』には、シングルバージョンとはミックスがやや異なる、ロンドンリマスタリングヴァージョンが収録されている。

### 探しに行こうよ
この曲のテーマは旅である。はじめはラブロマンスの詞で歌ってみたが、しっくりこなかったために詞を書き直した。「荒野、アンチテーゼ、旅」などの言葉が浮かび、そこから広げて詞を書いていった。
サビ部分が多重ヴォーカルになっている。
2007年12月12日発売の43枚目のシングル「グロリアス マインド」に葉山たけしが編曲した「2007 version」が収録された。

## 収録曲
1. 明日を夢見て
作詞：坂井泉水
作曲：大野愛果
編曲：小林哲
2. 探しに行こうよ
作詞：坂井泉水
作曲・編曲：徳永暁人
3. 明日を夢見て（Instrumental）
  - コーラス入り。

## 楽曲の収録アルバム
- THE BEST OF DETECTIVE CONAN 2 〜名探偵コナン テーマ曲集2〜（#1、ロンドンリマスタリングヴァージョン）
- 止まっていた時計が今動き出した（#1、Album Mix Version）
- Brezza di mare 〜dedicated to IZUMI SAKAI〜（#1）
- ZARD Single Collection 〜20TH ANNIVERSARY〜（#1,2）
- ZARD Album Collection 〜20TH ANNIVERSARY〜（#1、TV on-air ver.）
- ZARD Forever Best 〜25th Anniversary〜（#1）